# Tumulus de Vissoul
Le tumulus de Vissoul, ou tombe de Vissoul, est un tumulus gallo-romain situé près du village de Vissoul (fusionné avec Oteppe), une entité de la commune de Burdinne, dans la province de Liège, en Belgique.

## Situation

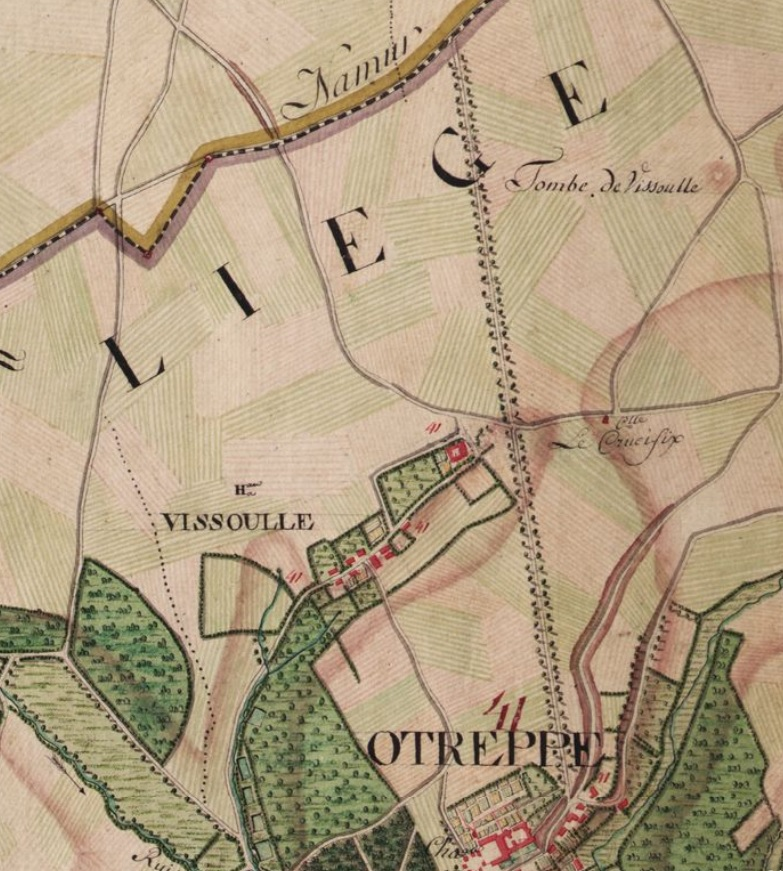
La tombe de Vissoulle sur la carte de Ferraris du XVIIIe siècle

Le monticule de Vissoul est situé à l'extrémité du chemin dit rue du Tumulus, au nord-est du village, au lieu-dit Campagne de la Tombe. Plus au nord-est encore sur le même chemin est située la tombe d'Yve.
Le tumulus est situé sur le point le plus haut du village (180 m).

## Historique
Le tertre est répertorié sous le nom de Tombe de Vissoulle sur la carte n° 135B de l'atlas de Ferraris de 1777.

## Description
Le tumulus date probablement du IIe siècle de notre ère.

## Protection
Le site et ses environs sont classés depuis le 28 mai 1973.